# Eir (entreprise)
Eir, est le plus grand opérateur de téléphonie fixe en Irlande. Il possédait l'opérateur de téléphonie mobile Eircell, mais l'a revendu à Vodafone. 
Il a ensuite acheté l'opérateur Meteor.

## Histoire

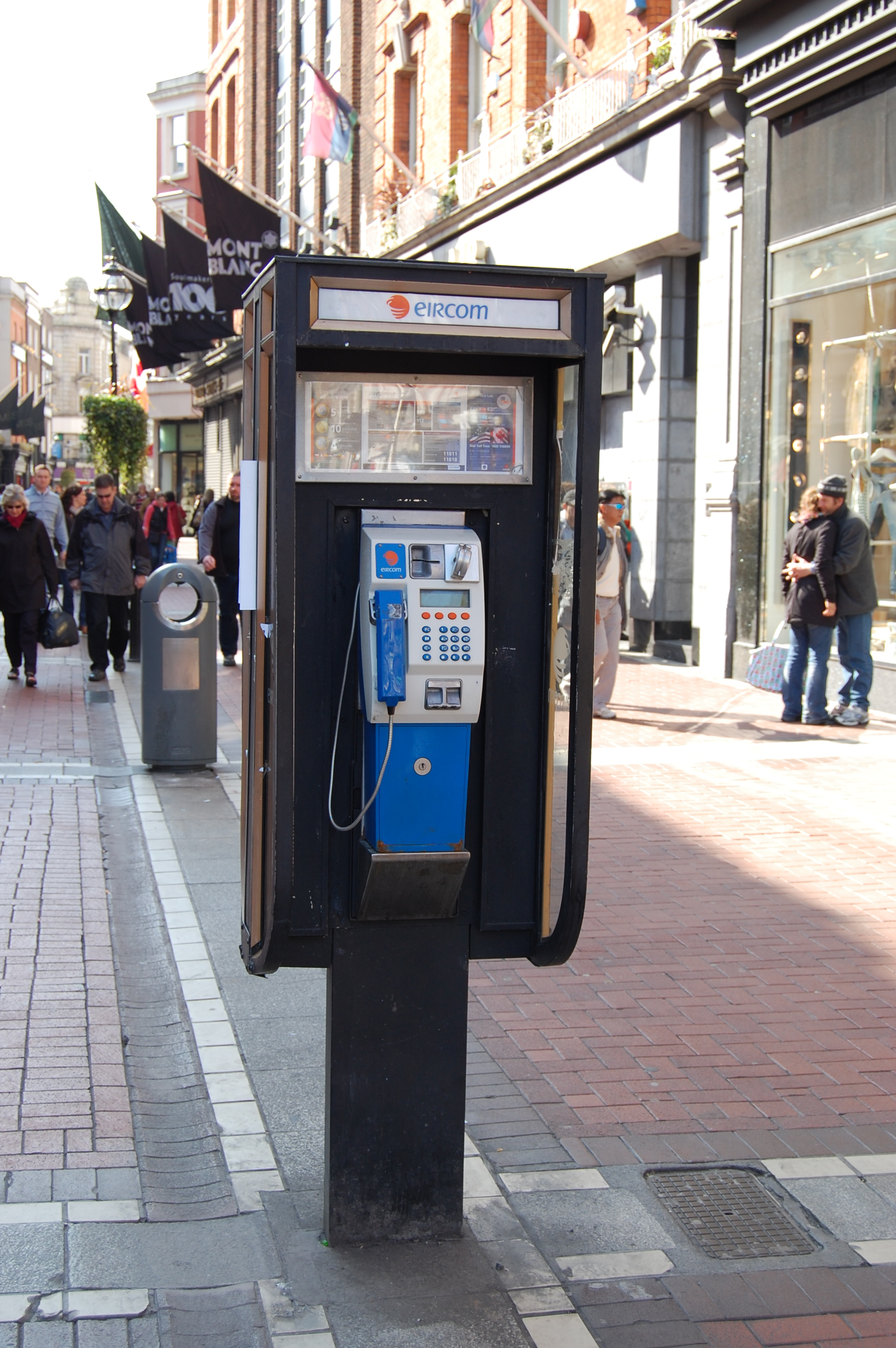
Une cabine téléphonique à Dublin

Créé en 1984 sous le nom de Bord Telecom Éireann, l'opérateur a été privatisé progressivement entre 1995 à 1999.
Le 20 décembre 2017, Iliad annonce que NJJ (holding personnelle  de Xavier Niel) et le groupe Iliad, maison mère de l'opérateur Free,  ont acquis chacun 31,6 % du capital de Eircom.